# Alibi (chaîne de télévision)
U&Alibi est une chaîne de télévision britannique payante.

## Histoire
La chaîne est lancée à l'origine dans le cadre du nouveau réseau UKTV à quatre chaînes le 1er novembre 1997. La chaîne, initialement nommée UK Arena, est axée sur la programmation artistique et nommée d'après le programme artistique phare de la BBC Arena (la BBC, par l'intermédiaire de BBC Worldwide, détenant la moitié de UKTV et donc la moitié de la chaîne). Cependant, à la suite d'audiences décevantes, la chaîne est élargie pour inclure toutes les séries dramatiques et est donc renommée UK Drama le 31 mars 2000. Le service dure, avec des chiffres d'audience plus élevés jusqu'au 8 mars 2004, lorsque, avec les autres chaînes UKTV, elle est rebaptisée UKTV Drama pour accroître la notoriété de la marque centrale UKTV.
À la suite de la relance réussie et du changement de nom de la chaîne UKTV G2 sous le nom de Dave le 15 octobre 2007, les chaînes UKTV restantes subissent les mêmes changements. UKTV Drama est rebaptisé Alibi le 7 octobre 2008, les programmes de la chaîne sont modifiés pour se concentrer spécifiquement sur les drames policiers. Tous les drames non policiers sont transférés à la chaîne renommée Gold ou à la chaîne phare nouvellement créée Watch.

## Chaînes subsidiaires

### Alibi +1
Le service de décalage horaire Alibi +1 est initialement lancé le 2 mai 2006 sous le nom d'UKTV Drama +1, en utilisant la fréquence précédemment occupée par UKTV People +1. Il présente le programme des chaînes diffusé une heure plus tard, sans identification particulière ni continuité.

### Alibi HD
Le 29 juillet 2011, UKTV annonce avoir conclu un accord avec BSkyB pour lancer trois autres chaînes haute définition sur Sky. Dans le cadre de l'accord de Virgin Media visant à vendre sa part d'UKTV, les cinq chaînes HD d'UKTV sont également ajoutées au service de télévision par câble de Virgin d'ici 2012. Alibi HD est lancé le 3 juillet 2012 sur Sky et Virgin Media, tandis que Dave HD et Watch HD sont lancés en octobre 2011. Les trois chaînes sont des diffusions simultanées HD des chaînes en définition standard.